# The Sims 3: World Adventures Mobile
The Sims 3: World Adventures Mobile  — мобильная игра серии The Sims, созданная студией EA Black Box в двухмерном формате java для сотовых телефонов и в трёхмерной версии для мобильных платформ с операционной системой iOS, а позже и для Windows Mobile. Игра представляет собой открытую виртуальную песочницу, где игрок управляет персонажем, удовлетворяет его базовые потребности, игровой процесс во многом подобен The Sims 3 Mobile с основной разницей в том, что игровой персонаж может отправляться в путешествие за границу: во Францию, Китай и Египет, изучать там местную культуру, знакомится с туземцами и искать сокровища.
Игра в целом получила сдержанно-положительные оценки со стороны игровых критиков. Средняя оценка по версии агрегатора Metacritic составляет 77 балла из 100 возможных. Критики похвалили игру за возможность переноса персонажа из The Sims 3 Mobile, а также сохранение игрового процесса из предыдущей игры, а не затрагивания только темы приключений. Тем не менее, критики неоднозначно отзывались по поводу имеющегося контента, с одной стороны он разнообразен, с другой же стороны игра слишком ориентируется на удовлетворение базовых потребностей сима, сильно сдерживая игрока в изучении миров.

## Игровой процесс
Игра начинается с того, что игрок должен создать и настроить управляемого персонажа, выбрать ему женский или мужской пол, подобрать внешность, цвет кожи, глаз и одежду. Если у игрока есть сохранение в The Sims 3 Mobile, то он может импортировать от туда уже готового персонажа с идентичной внешностью, однако его черты характера, полученные навыки, взаимоотношения будут утеряны.  

Демонстрация игрового процесса, персонаж может исследовать катакомбы

Далее действие игры происходит в базовом городке и жилом участке, где живёт управляемый сим. Как и в The Sims 3 Mobile, игрок может жить на данном участке и удовлетворять свои базовые потребности во сне, еде, гигиене, туалете, зарабатывать на жизнь и общаться с другими жителями города. Сам городок Сансэт Велли идентичен таковому из The Sims 3 Mobile, однако в нём доступны новые локации, такие, как музей и аэропорт. Персонаж также может обставлять своё жилище найденными за границей артефактами. 
Персонаж может купить билеты в три доступных игровых мира: Шам Ле Сим (Франция), Шанг Сим-Ла (Китай) и Аль-Симхара (Египет). Игровой персонаж может изучать данные миры и посещать местные достопримечательности, например Эйфелеву Башню. Если игрок выбирает дешёвый полёт эконом-классом, то процесс полёта является мини-игрой, где требуется фокусировать изображение с помощью наклона телефона, чтобы персонаж на начал страдать от морской болезни и прибыл в хорошем настроении. 
У управляемого сима есть различные желания, которые игрок должен выполнять: например это может быть желание найти найти экзотический рецепт, купить мебель,  рассмешить местного жителя и так далее. Время пребывания за границей и снаряжение стоит денежных средств, в начале возможности игрока будут сильно ограниченны, пока управляемый сим не добьётся в своей повседневной жизни карьерного повышения и не накопит достаточные денежные средства. Пребывая к экзотической локации, игроку доступны ещё три мини-игры, такие, как торговля/обмен предметами, изучение катакомб и преодоление языкового барьера. Сим также может изучать местные памятники, исторические факты о них, а также фотографировать. Помимо прочего, изучение локации позволяет обнаружить тайники и скрытые ходы, ведущие к катакомбам. Сим также моет заводить дружеские, любовные или вражеские отношения с местными жителями. 
Двухмерная java-версия игры также поверх базового геймплея предлагает путешествовать в четыре страны: (Китай, Египет, Франция и Америка) и там выполнять разного рода цели, всего их 55. Игра представлена также мини-играми, такими, борьба с морской болезнью во время полёта, раскопки, торговля и языковые навыки. 

## Разработка и выпуск
Созданием игры занималась студия EA Black Box для iPhone и iPod Touch. Впервые о разработке игры стало известно в начале августа 2009 года, её создание велось параллельно с дополнением к The Sims 3 — «Мир Приключений», тема дополнения во многом подобна дополнению для ПК, в ней затрагивается тема путешествия в Китай, Египет и Францию. Однако мобильная версия является самостоятельной игрой, включающей в себя также игровой процесс из The Sims 3 Mobile. Её выпуск был запланирован на начало 2010 года. Создание игры шло в свете крайне успешного выпуска The Sims 3 Mobile, ставшей самой продаваемой мобильной игрой в 2009 году. Создатели рассчитывали, что World Adventures также станет успешной. В игру в том числе добавили мелодии семи известных певцов, таких, как Лиэнн Раймс, Matt & Kim, Кэти Мелуа, The Young Punx и другие.
Игра создавалась в двух версиях: в двухмерной, в формате java для мобильных телефонов и смартфонов Blackberry, которые можно было приобрести у операторов беспроводной связи, а также в трёхмерной версии для устройств iPhone и iPod Touch для покупки в App Store. Выход игры для Blackberry состоялся 22 февраля 2010 года, 2 апреля 2010 года для iOS и 21 апреля 2011 года для Windows Mobile. 
В рамках сотрудничества FAAD и EA Games и в честь открытия игры The Sims Social на Facebook, 22 августа 2011 года игра была доступна для бесплатного скачивания.

## Критика
| Сводный рейтинг    | Сводный рейтинг |
| Агрегатор          | Оценка          |
| ------------------ | --------------- |
| Metacritic         | 77 %            |
| Иноязычные издания |                 |
| Издание            | Оценка          |
| Games Master UK    | 97 %            |
| Multiplayer.it     | 7,8/10          |
| Slide to Play      | 75 %            |
| Pocket Gamer UK    | [ 15 ]          |
| TouchGen           | 60 %            |

Игра в целом получила сдержанно-положительные оценки со стороны игровых критиков. Средняя оценка по версии агрегатора Metacritic составляет 77 балла из 100 возможных. Например редактор Games Master UK рекомендовал приобрести данную игру, если у игрока раннее не было The Sims на iOS. 
Критик Multiplayer описал World Adventures, как попытку уничтожить стереотип того, что игра является симулятором дома, предлагая детальное, но и не торопливое исследование.
Часть критиков похвалили игру за большое количество возможностей игрового процесса, которые она предоставляет во время поездки в другие страны, не только возможность изучать достопримечательности, но и заводить отношения с местными жителями. Часть критиков наоборот утверждали, что игра предоставляет мало контента. Помимо прочего, игра сохраняет игровой процесс из The Sims 3 Mobile, позволяя наряду с путешествиями дальше вести повседневный образ жизни в базовом городке, а также рецензенты оценили фат того, что игрок может экспортировать модель готового персонажа из The Sims 3 Mobile. Критик Multiplayer похвалил игру за её интуитивно понятное управление, извлекающее максимальную выгоду из управления сенсорным экраном. Тем не менее непрерывные всплывающие окна могут вызывать раздражение. Представитель Slidetoplay заметил, что игре удаётся заглянуть в душу игрокам, жаждущим приключения, однако если взглянуть на ядро игры, то она по прежнему остаётся тем же достаточно стандартным симулятором жизни, где игровой персонаж должен проживать жизнь изо дня в день, общаться с друзьями, но за одно по выходным изучая египетские пирамиды или Эйфелеву Башню. Критик также заметил, что в целом игра предлагает множество интригующих идей, однако чувствуется, что они остались недоделанными. Например игрок может запросто облажаться с удовлетворением базовых потребностей сима, в результате у него не останется времени на изучение локации.
Сдержанный отзыв оставил критик Pocket Gamer, заметивший, что с одной стороны игра поражает своими «ошеломляющими и техническими расширениями», однако он не сумел испытать волнения от открытий тайных мест и всего, что ними связано. В частности критик заметил, что время поездки тратится на удовлетворение базовых потребностей сима, при этом именно на домашнюю деятельность, перенятую из The Sims 3 Mobile, в качестве примера рецензент заметил, что игра требует от сима готовить еду в жилище, вместо того, чтобы например покупать уличную еду в Китае. Помимо прочего, обозреватель указал и на другие упущенные возможности, например посещение достопримечательностей сопровождается серией слайдов с фотографиями сима, хотя игра могла бы игроку позволить самому делать фотографии и затем делиться с другими игроками. А мини-игра с полётом на самолёте настолько ужасна, что критик предпочитал брать более дорогой рейс. В итоге рецензент подвёл итоги, что вместо захватывающих приключений, игрок погружается в рутинные задачи.

### Java
Критик сайта Pocket Gamer, делая отдельный обзор на java-версию выразил удивление тому, как быстро игровой персонаж может перемещаться между родным миром и курортными локациями. «Складывается ощущение, что поездки длятся всего несколько минут, поэтому достаточно легко отправиться в Китай и затем вернуться обратно домой, попивая чай». Сами курортные миры критик назвал очень маленькими, едва ли не меньше, чем жилой участок сима с несколькими стереотипными артефактами, захламляющими пространство, чтобы отвезти их домой (например саркофаги фараонов, торчащие из песка и судя по всего покрывающие весь Египет). Представленные мини-игры не придают игре никакой глубины. Если же базовый мир The Sims 3 Mobile чувствуется живым и естественным, то курортные локации наоборот представляют собой опошленные и почти оскорбительные пародии на реальные культуры.  